# Haláli temetés
A Haláli temetés (eredeti cím: Death at a Funeral) 2010-ben bemutatott amerikai filmvígjáték, amelyet Neil LaBute rendezett Dean Craig forgatókönyve alapján. A film a Halálos temetés című 2007-es brit film remake-je, amelyet szintén Craig írt. A főszerepben Chris Rock, Martin Lawrence, Danny Glover, Regina Hall, Peter Dinklage, James Marsden, Tracy Morgan, Loretta Devine, Zoë Saldana, Columbus Short, Luke Wilson, Keith David, Ron Glass és Kevin Hart látható; Dinklage az egyetlen színész, aki mindkét filmben szerepelt.
A filmet 2010. április 16-án mutatták be az Egyesült Államokban.

## Rövid történet
Egy temetési szertartás családi titkok és eltüntetett holttestek katasztrófájává válik.

## Szereplők
| Szerep               | Színész         | Magyar hang         |
| -------------------- | --------------- | ------------------- |
| Aaron Barnes         | Chris Rock      | Csőre Gábor         |
| Ryan Barnes          | Martin Lawrence | Kálloy Molnár Péter |
| Frank Lovett         | Peter Dinklage  | Epres Attila        |
| Norman               | Tracy Morgan    | Galambos Péter      |
| Michelle Barnes      | Regina Hall     | Bertalan Ágnes      |
| Oscar                | James Marsden   | Welker Gábor        |
| Elaine Barnes        | Zoë Saldana     | Pikali Gerda        |
| Russell Barnes bácsi | Danny Glover    | Reviczky Gábor      |
| Cynthia Barnes       | Loretta Devine  | Kocsis Mariann      |
| Jeff Barnes          | Columbus Short  | Kovács Lehel        |
| Brian                | Kevin Hart      | Takátsy Péter       |
| Derek                | Luke Wilson     | Széles László       |
| Davis tiszteletes    | Keith David     | Kőszegi Ákos        |
| Dr. Duncan Barnes    | Ron Glass       | Ujlaki Dénes        |